# Mrs. Parker
Mrs. Parker, även Mrs. Parker och den onda cirkeln (engelska: Mrs. Parker and the Vicious Circle) är en amerikansk biografisk dramafilm från 1994 i regi av Alan Rudolph. I huvudrollerna ses Jennifer Jason Leigh, Campbell Scott och Matthew Broderick.

## Handling
Filmen handlar om författaren Dorothy Parker och de andra medlemmarna i Runda bordet, en klubb där en samling författare, skådespelare och kritiker möttes mellan 1919 och 1929 på Manhattans Algonquin Hotel.

## Rollista i urval
- Jennifer Jason Leigh - Dorothy Parker
- Campbell Scott - Robert Benchley
- Martha Plimpton - Jane Grant
- Sam Robards - Harold Ross
- Lili Taylor - Edna Ferber
- Stanley Tucci - Newt Hunter
- James LeGros - Deems Taylor
- Nick Cassavetes - Robert Sherwood
- David Thornton - George S. Kaufman
- Tom McGowan - Alexander Woollcott
- Chip Zien - Franklin Pierce Adams
- Gary Basaraba - Heywood Broun
- Jane Adams - Ruth Hale
- Matt Malloy - Marc Connelly
- Rebecca Miller - Neysa McMein
- Jake Johannsen - John Peter Toohey
- David Gow - Donald Ogden Stewart
- Leni Parker - Beatrice Kaufman
- J.M. Henry - Harpo Marx
- Jennifer Beals - Gertrude Benchley
- Peter Benchley - Frank Crowninshield
- Matthew Broderick - Charles MacArthur
- Keith Carradine - Will Rogers
- Jon Favreau - Elmer Rice
- Peter Gallagher - Alan Campbell
- Malcolm Gets - F. Scott Fitzgerald
- Heather Graham - Mary Kennedy Taylor
- Andrew McCarthy - Edwin Pond Parker II
- Stephen Baldwin - Roger Spalding
- Gwyneth Paltrow - Paula Hunt
- Wallace Shawn - Horatio Byrd